# 6475 Refugium
6475 Refugium eller 1987 SZ6 är en asteroid i huvudbältet som upptäcktes den 29 september 1987 av den Schweiziska astronomen Paul Wild vid Observatorium Zimmerwald. Den har fått sitt namn efter det latinska ordet för Återbetalning.
Asteroiden har en diameter på ungefär 29 kilometer.